# سی‌ام‌اچ‌کی
سی‌ام‌اچ‌کی (انگلیسی: CMHK) شرکت مخابرات هنگ کنگی است، که در سال ۱۹۹۴ تأسیس شد.